# Fontaine-de-Vaucluse
Fontaine-de-Vaucluse település Franciaországban, Vaucluse megyében. Lakosainak száma 576 fő (2022. január 1.). Fontaine-de-Vaucluse Lagnes és Saumane-de-Vaucluse községekkel határos.

## Népesség
A település népességének változása:
| Lakosok száma | 645  | 643  | 641  | 604  | 585  | 579  | 573  | 567  | 576  |
|               | 2013 | 2015 | 2016 | 2017 | 2018 | 2019 | 2020 | 2021 | 2022 |